# Баршель, Уве
У́ве Ба́ршель (нем. Uwe Barschel; 13 мая 1944, Глинике — в ночь с 10 на 11 октября 1987, Женева) — немецкий политик, член Христианско-демократического союза. В 1982—1987 годах занимал должность премьер-министра земли Шлезвиг-Гольштейн. В 1987 году оказался в центре политического скандала, связанного с попытками очернить своего соперника на выборах Бьёрна Энгхольма. Баршель был вынужден уйти в отставку и через некоторое время был найден мёртвым в женевском отеле Beau-Rivage.

## Биография
Уве Баршель вырос в бедной семье. Его мать работала портнихой, отец — математик Генрих Баршель считался пропавшим без вести и вероятно погиб 1 апреля 1945 года в боях под Берлином. Воспитывался дедушкой и бабушкой, проживавшими в бараке для беженцев в Бёрнзене близ Гестхахта. Учился в городской гимназии Гестхахта. Учителя описывали Баршеля как спокойного и серьёзного юношу, одноклассники считали его амбициозным карьеристом. В 1963 году по предложению симпатизировавшего национал-социалистам учителя истории Генриха Кока Уве Баршель пригласил в школу с лекцией о захвате власти 30 января 1933 года осуждённого Нюрнбергским трибуналом военного преступника Карла Дёница. В течение полутора часов Дёниц излагал в школе свои взгляды в поддержку национал-социализма. Ни учитель истории, ни ученики не подвергли этот доклад критике, что привело к политическому скандалу. Георг Рюзен, директор школы, давший разрешение на проведение этой лекции, покончил жизнь самоубийством. Жители Гестхахта обвинили в смерти директора школы средства массовой информации. Спустя 17 лет Уве Баршель, занимавший должность министра внутренних дел Шлезвиг-Гольштейна, присутствовал на похоронах Дёница.
После школы Уве Баршель поступил в Кильский университет, где изучал юриспруденцию, экономику, политические науки и педагогику. Сдав государственные экзамены, получил диплом юриста. В 1969—1970 годах преподавал в Кильской высшей педагогической школе. В 1970 году защитил докторскую диссертацию на тему «Теоретические возможности и ограничения политической партии в области уголовно-правовой политики», получив степень доктора юридических наук, в 1971 году получил степень доктора филологических наук, защитив диссертацию по теме «Положение премьер-министра Шлезвиг-Гольштейна в свете учения о разделении властей». В 1971 году получил право на ведение адвокатской деятельности и работал адвокатом и нотариусом, занимался общественной деятельностью и благотворительностью. Опубликовал несколько работ в области публичного права и политических наук. 31 мая 1987 года, незадолго до начала выборов в ландтаг, Баршель пережил авиакатастрофу, оставшись единственным выжившим при падении самолёта в Любекском аэропорту.
В 1960 году Баршель вступил в Молодёжный союз, в 1962 году — в ХДС. В 1967—1971 годах возглавлял земельную организацию Молодёжного союза в Шлезвиг-Гольштейне. В 1969 году был избран заместителем председателя ХДС Шлезвиг-Гольштейна. В 1973—1981 годах являлся председателем партии в округе Герцогство Лауэнбург.
С 1971 года Уве Баршель избирался депутатом ландтага Шлезвиг-Гольштейна. В 1971—1973 годах Баршель являлся парламентским представителем министра по делам культов и уполномоченным правительства по вопросам молодёжи и спорта. В 1973—1979 годах возглавлял фракцию ХДС в ландтаге.
7 июля 1973 года Уве Баршель женился на Фрайе Бисмарк, дальней родственнице рейхсканцлера Отто фон Бисмарка. У супругов родилось четверо детей.
1 января 1979 года Уве Баршель был назначен министром финансов в правительстве Герхарда Штольтенберга. После выборов в ландтаг 1979 года Баршель с 1 июля занимал должность министра внутренних дел Шлезвиг-Гольштейна. В 1979 году Баршель также стал представителем Шлезвиг-Гольштейна в бундесрате. Спустя год в качестве депутата Баршель участвовал в парламентском собрании НАТО. В 1981 и 1982 годах председательствовал на конференциях министров внутренних дел.
4 октября 1982 года Герхард Штольтенберг вошёл в состав федерального правительства Гельмута Коля в ранге министра финансов, 14 октября 1982 года Уве Баршель был избран на должность премьер-министра Шлезвиг-Гольштейна. На выборах в ландтаг 1983 года ХДС под руководством Баршеля получила абсолютное большинство, собрав 49 % голосов.

## Дело Баршеля
12 сентября 1987 года, в субботу перед выборами в ландтаг, стало известно о том, что журнал Spiegel в своём выпуске в понедельник после выборов опубликует информацию о кампании, инициированной Баршелем с целью опорочить своего соперника на выборах Бьёрна Энгхольма. Журнал основывался на сведениях, предоставленных Райнером Пфайфером, референтом издательства Axel-Springer-Verlag, специально приглашённым для этих целей в земельное правительство в Киле и уже имевшим судимость за распространение клеветнической информации. На следующий день ХДС проиграл выборы, собрав лишь 42,6 % голосов против 45,2 % голосов, отданных на выборах за СДПГ. Спустя четыре дня после выборов Баршель заявил, что выдвинутые против него обвинения беспочвенны, дав своё честное слово.
ХДС начал зондировать возможности коалиции с СвДП, которая заявила, что готова вести переговоры с ХДС, но не с Уве Баршелем. Под давлением собственной партии Баршель заявил о своей отставке с поста премьер-министра 2 октября 1987 года, обязанности премьер-министра были временно возложены на его заместителя Хеннинга Шварца. В ландтаге Шлезвиг-Гольштейна был создан комитет по расследованию обстоятельств скандала, работа которого в конечном итоге не дала результатов.
Спустя несколько лет Бьёрн Энгхольм также был вынужден уйти в отставку в результате новой волны скандала, когда выяснилось, что ему было известно о контактах представителей СДПГ с Райнером Пфайффером. В результате второго расследования, инициированного ландтагом, было установлено, что доказать причастность премьер-министра Баршеля к клеветнической кампании не удалось. Не доказано, что Уве Баршель был осведомлён о деятельности своего референта, одобрял её или инициировал. Тем не менее, для своей защиты он вынудил своих подчинённых давать ложные показания под присягой.
11 октября 1987 года, за день до его заслушивания в комитете ландтага, тело Баршеля без признаков жизни было обнаружено репортёром журнала Stern Себастианом Кнауэром в отеле Beau-Rivage в Женеве. Уве Баршель в одежде находился в наполненной ванне своего номера 317. По официальной информации Баршель покончил жизнь самоубийством. Некоторые обстоятельства смерти политика от передозировки медикаментов и окружающая обстановка заставляли сомневаться в официальной версии самоубийства. Баршель прилетел в Женеву накануне с испанского острова Гран-Канария, где находился на отдыхе с семьёй, якобы для встречи с неизвестным информантом, который мог предоставить Баршелю оправдывающие его материалы в его деле. Траурная церемония прощания с самым молодым премьер-министром земли Германии состоялась 27 ноября 1987 года в Любекском соборе. Могила Уве Баршеля находится в Мёльне.